# The Beatles Connection
The Beatles Connection ist eine deutsche Tribute-Band, die Lieder der Rockgruppe The Beatles nachspielt. Die Band wurde 2009 in Braunschweig gegründet.

## Stil
Das Repertoire der The Beatles Connection setzt sich ausschließlich aus Titeln der britischen Rockband The Beatles zusammen. Dies beinhaltet sowohl Titel, welche die Beatles live auf der Bühne gespielt haben, als auch Titel, die die Beatles ausschließlich im Studio produziert und niemals live gespielt haben. Die Band hat sich das Ziel gesetzt, die Titel originalgetreu und detailreich nachzuspielen, sowie die Liveshows der Beatles möglichst exakt zu reproduzieren. So kommen bei ihren Konzerten gleichwertige Instrumente und Verstärker zum Einsatz. Weiterhin kleidet sich die Band in Outfits, die den Vorlagen der Beatles-Anzüge entsprechen.
Eine Besonderheit von The Beatles Connection ist, dass die Hauptstimmen der Lieder ihres Repertoires ebenfalls auf vier Sänger verteilt ist. Weiterhin ist ihr Sänger und Bassist Benjamin Heisel ebenfalls Linkshänder wie Paul McCartney und spielt den Bass auch auf diese Weise.
Die Beatles Connection spielt Konzerte unterschiedlicher Größenordnung in ganz Deutschland und dem europäischen Umland. So sind sie unter anderem überregional bei großen Volksfesten, wie dem Braunschweiger Magnifest, dem Hannover Maschseefest oder dem Paderborner Libori sowie auf Festivals, Firmenevents oder privaten und öffentlichen Konzertveranstaltungen gebucht und absolvieren rund 50 Auftritte pro Jahr.

## Geschichte
2010 begann die Gruppe eine Zusammenarbeit mit dem Schauspieler, Autor und Joachim-Ringelnatz-Preisträger Achim Amme. Zusammen führten sie die Show „All You Need Is Love – Lennons frühe Jahre“ auf. Amme trägt dabei aus der John-Lennon-Biografie von Philip Norman vor und wird im Wechselspiel von der Band mit Titeln der Beatles unterstützt. Die Zusammenarbeit lebte 2015 und 2016 für mehrere, teils ausverkaufte Aufführungen wieder auf.
Seit 2013 begleitet die Beatles Connection musikalisch die Ausstellung The Beatles – Fab Four Ever des Circus Roncalli, welche von 2013 bis 2016 durch zahlreiche bundesdeutsche Einkaufszentren der ECE-Gruppe tourt.
2014 veröffentlichten sie ihre Live-CD mit dem Titel Live in Concert. Im darauffolgenden Jahr war das Album beim Musikstreamingdienst Spotify verfügbar, wo die Gruppe mittlerweile zu den beliebtesten Coverbands zählt. Ihre Version des Stücks Blackbird wurde allein über eine halbe Million Mal angehört.
Ebenfalls seit 2014 zählt der Hagener Pianist und ehemalige Student Paul McCartneys Dominik Schirmer zur erweiterten Besetzung der Gruppe. 2015 nahm sie an der MDR-Sommertour in Coswig, Sachsen-Anhalt teil und war Vorgruppe von Stefanie Heinzmann.

## Diskografie
- 2014: Live in Concert – Album (aufgenommen in Genthin im November 2013)
- 2015: Here comes the sun (Acoustic) – Single
- 2017: Unplugged 2017 – Album

## Verschiedenes
- Sänger und Gitarrist Alex van den Berg ist parallel zu The Beatles Connection noch in der Genesis-Tribute-Band Geneses aktiv.[7]
- Schlagzeuger Jasper Meister und Jens Bäumler sind zusammen noch in der Bluesband Layla Aktiv, welche sich dem Schaffen Eric Claptons widmet und aus vereinzelten Mitgliedern der Braunschweiger Bands 'Voodoo Lounge' und 'Sweety Glitter & The Sweethearts' besteht.[8]